# Danmarks Evalueringsinstitut
Danmarks Evalueringsinstitut (EVA) er en uafhængig, dansk statslig organisation, der har ansvaret for evaluering og kvalitetsudvikling af alle dele af det danske uddannelsessystem fra dagtilbud til universiteter. 
EVA blev oprettet i 1999 under Undervisningsministeriet, og hører nu under Børne- og Undervisningsministeriet (2021). Det er formålet, at EVA gennem evalueringer, analyser og redskaber bidrager til at udvikle kvaliteten indenfor dagtilbud, skole og uddannelser.
Organisationen er beliggende i Holbæk og beskæftiger ca. 100 medarbejdere i 2021.[kilde mangler]
Siden september 2021 har Christina Barfoed-Høj været direktør for EVA.
EVA har en bestyrelse, som består af en formand, der er udpeget af undervisningsministeren, og ni medlemmer, der er indstillet af forskellige relevante råd og ministerier. Derudover har EVA et repræsentantskab med 34 medlemmer. Her er skoleejere, bestyrelsesforeninger, arbejdsgivere, elev- og studentersammenslutninger, rektorforsamlinger, ledersammenslutninger og faglige lærerorganisationer repræsenteret.